# Лизи Грин
Лизи Грин (енгл. Lizzy Greene; Далас, 1. мај 2003) америчка је глумица позната по насловној улози Дон Харпер у Никелодионовом ситкому Ники, Рики, Дики и Дон од 2014. до 2018. Од 2018. глуми Софи Дикон у АБЦ-овој породичној драми Милион малих ствари.